# Kurt MacSweyn
Kurt MacSweyn (né le 19 janvier 1981 à Dalkeith, dans la province de l'Ontario au Canada) est un joueur professionnel canadien de hockey sur glace.

## Carrière de joueur
Après avoir évolué quatre saisons avec le Battalion de Brampton de la Ligue de hockey de l'Ontario, il passe trois saisons avec les Huskies de l’Université Saint Mary au hockey universitaire canadien.
En 2005-2006, il commence sa carrière professionnelle avec les Steelheads de l'Idaho de l'East Coast Hockey League.
Il prend ensuite la direction de l’Europe, alors qu’il passe une saison avec le EC Bad Tölz de l’Oberliga.
En 2007-2008, il évolue dans le Championnat d'Autriche de hockey sur glace et l’OB I. Bajnokság avec le Alba Volán Székesfehérvár, ainsi qu’avec les Fischtown Pinguins de la 2. Bundesliga.
Après une saison avec le HC Egna du Championnat d'Italie de hockey sur glace D2 et un été avec le Melbourne Ice de l’Australia Ice Hockey League, il passe deux saisons avec le Dunaújvárosi Acélbikák qui évoluent dans l’OB I. Bajnokság et la MOL Liga.
Il passe ensuite une saison avec le HK Arystan Temirtaou du Championnat du Kazakhstan de hockey sur glace, puis le 27 octobre 2012, il signe un contrat à titre d’agent libre avec les Riverkings de Cornwall de la Ligue nord-américaine de hockey.

## Statistiques de carrière
| Saison    | Équipe                             | Ligue           |    | Saison régulière | Saison régulière | Saison régulière | Saison régulière | Saison régulière |   | Séries éliminatoires | Séries éliminatoires | Séries éliminatoires | Séries éliminatoires | Séries éliminatoires |
| Saison    | Équipe                             | Ligue           | PJ | B                | A                | Pts              | Pun              | PJ               | B | A                    | Pts                  | Pun                  |                      |                      |
| 1998-1999 | Battalion de Brampton              | LHO             | 60 | 16               | 13               | 29               | 23               | -                | - | -                    | -                    | -                    |                      |                      |
| 1999-2000 | Battalion de Brampton              | LHO             | 51 | 18               | 15               | 33               | 27               | 6                | 0 | 1                    | 1                    | 8                    |                      |                      |
| 2000-2001 | Battalion de Brampton              | LHO             | 66 | 17               | 24               | 41               | 37               | 9                | 1 | 4                    | 5                    | 20                   |                      |                      |
| 2001-2002 | Battalion de Brampton              | LHO             | 53 | 23               | 25               | 48               | 24               | -                | - | -                    | -                    | -                    |                      |                      |
| 2002-2003 | Huskies de l’Université Saint Mary | SIC             | 28 | 10               | 15               | 25               | 28               |                  |   |                      |                      |                      |                      |                      |
| 2003-2004 | Huskies de l’Université Saint Mary | SIC             | 23 | 14               | 12               | 26               | 10               | 3                | 0 | 3                    | 3                    | 2                    |                      |                      |
| 2004-2005 | Huskies de l’Université Saint Mary | SIC             | 22 | 11               | 15               | 26               | 14               | 4                | 0 | 6                    | 6                    | 6                    |                      |                      |
| 2005-2006 | Steelheads de l'Idaho              | ECHL            | 42 | 6                | 12               | 18               | 16               | -                | - | -                    | -                    | -                    |                      |                      |
| 2006-2007 | EC Bad Tölz                        | Oberliga        | 45 | 26               | 48               | 74               | 95               | 11               | 6 | 9                    | 15                   | 56                   |                      |                      |
| 2007-2008 | Alba Volán Székesfehérvár          | ÖEL             | 34 | 6                | 5                | 11               | 12               | -                | - | -                    | -                    | -                    |                      |                      |
| 2007-2008 | Alba Volán Székesfehérvár          | OB I. Bajnokság | 1  | 0                | 2                | 2                | 0                |                  |   |                      |                      |                      |                      |                      |
| 2007-2008 | Fischtown Pinguins                 | 2. Bundesliga   | 18 | 5                | 11               | 16               | 14               | 5                | 2 | 4                    | 6                    | 4                    |                      |                      |
| 2008-2009 | HC Egna                            | Serie A2        | 20 | 11               | 13               | 24               | 22               |                  |   |                      |                      |                      |                      |                      |
| 2009-2010 | Melbourne Ice                      | AIHL            | 22 | 11               | 33               | 44               | 36               |                  |   |                      |                      |                      |                      |                      |
| 2009-2010 | Dunaújvárosi Acélbikák             | OB I. Bajnokság | 16 | 8                | 15               | 23               | 16               | 9                | 5 | 6                    | 11                   | 8                    |                      |                      |
| 2009-2010 | Dunaújvárosi Acélbikák             | MOL Liga        | 26 | 23               | 26               | 49               | 20               |                  |   |                      |                      |                      |                      |                      |
| 2010-2011 | Dunaújvárosi Acélbikák             | OB I. Bajnokság | 15 | 7                | 8                | 15               | 6                | 9                | 1 | 2                    | 3                    | 6                    |                      |                      |
| 2010-2011 | Dunaújvárosi Acélbikák             | MOL Liga        | 31 | 16               | 29               | 45               | 52               | 10               | 3 | 7                    | 10                   | 2                    |                      |                      |
| 2011-2012 | HK Arystan Temirtaou               | Kazakhstan      | 48 | 13               | 29               | 42               | 60               | 8                | 1 | 2                    | 3                    | 16                   |                      |                      |
| 2012-2013 | Riverkings de Cornwall             | LNAH            | 36 | 9                | 17               | 26               | 25               | 9                | 1 | 0                    | 1                    | 2                    |                      |                      |